# Remco van Keeken
Remco van Keeken (Rotterdam, 18 juli 1968) is een Nederlands voormalig profvoetballer die als aanvaller speelde.

## Clubcarrière
Van Keeken speelde van zijn zesde tot zijn achttiende in de jeugdopleiding van Feyenoord. Hij brak door bij HSV Hoek. In die periode werd hij tevens geselecteerd voor het Nederlands amateurvoetbalelftal. In oktober 1989 wilde Van Keeken zich laten overschrijven naar rivaal VC Vlissingen, maar kreeg hiervoor geen toestemming van de KNVB. Hierna werd hij gecontracteerd door het Belgische KSC Lokeren. Medio 1990 was Van Keeken de eerste aanwinst voor de nieuwbakken profclub VC Vlissingen.
Op 18 augustus 1990 debuteerde Vlissingen in de Eerste divisie met een 2-0 overwinning op RBC en Van Keeken maakte beide doelpunten. In 1991 ging hij naar FC Wageningen maar die club ging in 1992 failliet. Van Keeken keerde terug bij Hoek en speelde daarna ook voor SHO, Kozakken Boys en VV Kloetinge. In januari 2000 stopte hij vanwege een blessure bij Kloetinge. Van Keeken speelde nog op lager niveau voor Hansweertse Boys.